# Karen Smyers
Karen Smyers (Corry, 1º settembre 1961) è una triatleta statunitense.

## Titoli
- Hall of Fame nel triathlon statunitense - 2008
- Ironman Hawaii - 1995
- Campionessa del mondo di triathlon (Élite) - 1990, 1995
- Campionessa del mondo di triathlon Long Distance (Élite) - 1996
- Coppa del mondo di triathlon - 1991
- Campionessa giochi panamericani di triathlon (Élite) - 1995
- Campionessa panamericana di triathlon (Élite) - 1991, 1993, 1995
- Campionessa statunitense di triathlon (Élite) - 1990, 1991, 1992, 1993, 1994, 1995, 2001
- USOC (United States Olympic Committee) Athlete of the Year - 1994, 1995, 1996